# Daniel Elahi Galán
Daniel Elahi Galán Riveros (Bucaramanga, 18 giugno 1996) è un tennista colombiano.
Professionista dal 2015, è allenato da suo padre, Santos Galan.

## Carriera

### 2015 - 2018
Vince il suo primo titolo Futures nel giugno 2015 in Messico, a Manzanillo, nella prima finale della carriera; la settimana successiva trova di nuovo la finale in un torneo in Colombia dove vincerà poi il secondo titolo ad ottobre, nel torneo di Bogotà. Sempre nella capitale colombiana debutta, grazie ad una wild card, in un torneo ATP vincendo il match di esordio contro lo spagnolo Pere Riba per poi essere eliminato agli ottavi da Ivo Karlović in tre set, dopo aver vinto il tie break nel primo.
Nel 2016, tra ottobre e dicembre, raggiunge per cinque volte la finale in tornei colombiani ma senza riuscire a vincere altri titoli; a Guayaquil coglie la sua prima vittoria contro un top 100, Santiago Giraldo, prima di essere eliminato da Andrés Molteni agli ottavi.
Nel 2017 vince altri due Futures, a Valledupar in luglio e a Lima in dicembre mentre a settembre si spinge per la prima volta fino ad una finale Challenger a Bogotà dove viene sconfitto dal salvadoregno Marcelo Arévalo.
Nel 2018 partecipa per la prima volta alle qualificazioni di uno Slam a Parigi battendo all'esordio Benjamin Bonzi prima di essere eliminato da Casper Ruud; eliminato subito nelle qualificazioni di Wimbledon conquista il primo trofeo Challenger a San Benedetto del Tronto superando in finale Sergio Gutierrez-Ferrol. 
Torna a disputare un match ATP a Los Cabos superando le qualificazioni ma perde poi al primo turno contro Peter Polansky.
È ancora Ruud ad impedirgli l'accesso al tabellone principale di uno Slam a New York nel turno decisivo delle qualificazioni. 
Debutta in Coppa Davis vincendo un match contro Barbados e due contro il Brasile portando la Colombia a disputare i Play Off per l'accesso nel primo gruppo di merito persi 0-4 contro l'Argentina, confronto che vede Galan cedere in cinque set contro Guido Pella. Dal marzo di quest'anno diventa il primo colombiano nella classifica ATP scavalcando Santiago Giraldo.

### 2019 - 2021
Ad aprile 2019 raggiunge la prima semifinale ATP a Houston dove, partito dalle qualificazioni, elimina Lorenzi, Johnson e Thompson prima di venire eliminato di nuovo per mano del norvegese Ruud. Gioca anche un match a Gstaad, dove viene battuto da Stefano Travaglia.
Durante la stagione prende parte alle qualificazioni di tutti e quattro gli Slam arrivando al terzo e decisivo turno a Parigi e di nuovo agli US Open. Torna a giocare in Coppa Davis contribuendo al 4-0 ottenuto dalla sua squadra sulla Svezia nelle qualificazioni alle Finali di Madrid con la vittoria su Mikael Ymer. Nella fase finale viene sconfitto sia da David Goffin che da Alex de Minaur nel round robin.
Trova finalmente il debutto in uno Slam nel 2020 agli Australian Open superando le qualificazioni e perde al primo turno contro Alejandro Tabilo in cinque set. 
Disputa la terza finale Challenger a Newport e viene sconfitto da Thai-Son Kwiatkowski; il risultato gli consente di migliorare il suo best ranking ed entrare per la prima volta tra i primi 150 della classifica ATP. Ripescato come lucky loser nel 250 di Delray Beach, viene subito eliminato da Tommy Paul.
Dopo l'interruzione della stagione per la pandemia di Covid-19 si presenta al Roland Garros e perde nelle qualificazioni, viene però ripescato come lucky loser e accede al tabellone principale, dove arriva al terzo turno superando Cameron Norrie in cinque set e Sandgren in tre prima di essere sconfitto dal nº 1 del mondo Novak Đoković. A novembre si aggiudica il secondo titolo Challenger in carriera a Lima e porta il suo miglior piazzamento nel ranking ATP alla 115ª posizione.
Apre il 2021 superando un turno all'ATP 250 di Delray Beach contro Martin ed esce al turno successivo per mano di Hurkacz. Dopo aver giocato alcuni Challenger torna in un torneo ATP a Cordoba e viene subito eliminato da Kovalík. A marzo conquista la sua seconda semifinale ATP a Santiago del Cile battendo Altmaier, Andújar e Carballés Baena prima di perdere con il futuro vincitore del torneo Garín. Se il debutto in un ATP500 ad Acapulco è segnato dalla sconfitta contro Ruud, più fortunato è il debutto in un Masters 1000 che avviene a Miami, dove supera il qualificato Seyboth Wild e al secondo turno il nº 23 del mondo Alex de Minaur per 4-6, 6-3, 6-4. Termina il suo percorso nel torneo al terzo turno contro Sonego.

## Statistiche

### Tornei minori

#### Singolare

##### Vittorie (10)
| Legenda tornei minori |
| Challenger (6)        |
| Futures (4)           |

| N.  | Data             | Torneo                                             | Superficie  | Avversario in finale          | Punteggio        |
| 1.  | 27 giugno 2015   | Mexico F8, Manzanillo                              | Cemento     | Felipe Mantilla               | 6–3, 7–6(4)      |
| 2.  | 31 ottobre 2015  | Colombia F8, Bogotà                                | Terra rossa | Cristian Rodríguez            | 6–3, 3–2 rit.    |
| 3.  | 22 luglio 2017   | Colombia F1, Valledupar                            | Cemento     | Christopher Díaz-Figueroa     | 6–3, 7–5         |
| 4.  | 16 dicembre 2017 | Perù F1, Lima                                      | Terra rossa | Nicolas Alvarez               | 7–5, 6–3         |
| 5.  | 22 luglio 2019   | San Benedetto Tennis Cup, San Benedetto del Tronto | Terra rossa | Sergio Gutiérrez-Ferrol       | 6–2, 3–6, 6–2    |
| 6.  | 29 novembre 2020 | Lima Challenger, Lima                              | Terra rossa | Thiago Agustín Tirante        | 6–1, 3–6, 6–3    |
| 7.  | 23 gennaio 2022  | Challenger Concepción, Concepción                  | Terra rossa | Santiago Fa Rodríguez Taverna | 6–1, 3–6, 6–3    |
| 8.  | 17 aprile 2022   | Sarasota Open, Sarasota                            | Terra verde | Steve Johnson                 | 7–6(7), 4–6, 6–1 |
| 9.  | 27 gennaio 2025  | Punta Open, Punta del Este                         | Terra rossa | Tomás Barrios Vera            | 5–7, 6–4, 6–4    |
| 10. | 16 marzo 2025    | Santiago Challenger. Santiago del Cile             | Terra rossa | Thiago Monteiro               | 7-5, 6-3         |

#### Doppio

##### Vittorie (2)
| Legenda tornei minori |
| Challenger (0)        |
| Futures (2)           |

| N. | Data             | Torneo               | Superficie  | Compagno         | Avversari in finale                   | Punteggio        |
| 1. | 4 agosto 2017    | Colombia F3, Pereira | Terra rossa | José Olivares    | Christopher Díaz-Figueroa Luis Patiño | 6–2, 6–3         |
| 2. | 15 dicembre 2017 | Perù F1, Lima        | Terra rossa | João Pedro Sorgi | Boris Arias Federico Zeballos         | 4–6, 6–4, [10–3] |

### Vittorie contro giocatori top 10
| Anno     | 2022 | Totale |
| -------- | ---- | ------ |
| Vittorie | 1    | 1      |

| #  | Giocatore          | Rank | Evento            | Superficie | Turno | Punteggio          |
| -- | ------------------ | ---- | ----------------- | ---------- | ----- | ------------------ |
| 1. | Stefanos Tsitsipas | 5    | US Open, New York | Cemento    | 1T    | 6–0, 6–1, 3–6, 7–5 |